# فنسنت ديبول برين
فنسنت ديبول برين (بالإنجليزية: Vincent DePaul Breen)‏ هو كاهن كاثوليكي أمريكي، ولد في 24 ديسمبر 1936 في بروكلين في الولايات المتحدة، وتوفي في 30 مارس 2003 في لونغ آيلند في الولايات المتحدة.